# (73698) 1991 TE
(73698) 1991 TE – planetoida z pasa głównego asteroid okrążająca Słońce w ciągu 5 lat i 222 dni w średniej odległości 3,16 j.a. Została odkryta 1 października 1991 roku.